# Santovenia de la Valdoncina
Santovenia de la Valdoncina település Spanyolországban, León tartományban. Lakosainak száma 2064 fő (2024).

## Földrajza
Santovenia de la Valdoncina León, Onzonilla, Chozas de Abajo és Valverde de la Virgen községekkel határos.

## Népesség
A település lakosságának változását az alábbi diagram mutatja:
| Lakosok száma | 1735 | 1774 | 1899 | 1972 | 1987 | 1996 | 2069 | 2126 | 2084 | 2064 |
|               | 2001 | 2004 | 2007 | 2009 | 2012 | 2014 | 2017 | 2019 | 2022 | 2024 |